# Sistema de nueve rangos
El sistema de nueve rangos (en chino simplificado: 九品中正制 o 九品官人法; pinyin: Jiǔpǐn Zhōngzhèng Zhī), también conocido como el sistema de selección de oficiales en nueve rangos (chino simplificado: 九品 官人 法; pinyin: Jiǔpǐn Guānrén Fǎ), fue un sistema empleado para seleccionar, categorizar y clasificar a los funcionarios del gobierno en la China Imperial.
El sistema fue creado en el año 220 d. C., durante el gobierno de Cao Cao en el estado de Wei en el año 220 d. C., en el período de los Tres Reinos. Originalmente, el sistema clasificaba cargos de menor a mayor importancia y especificaba las condiciones que los funcionarios (mandarines) debían cumplir, pero la selección de personal para los mismos era discrecional y controlada por la corte y la aristocracia. El sistema se introdujo para reemplazar el sistema de investiduras que había sido introducido en el año 134 a. C., durante el reinado del emperador Wu de la dinastía Han.
El procedimiento de selección de funcionarios fue reemplazado por el sistema de exámenes imperiales en el 605 d. C. durante el reinado del emperador Wen de la dinastía Sui, pero los nueve rangos en sí mismos siguieron siendo empleados hasta el fin de la dinastía Song en 1279. Inspirado por el antiguo sistema, las dinastías Ming y Qing también emplearon un sistema de nueve rangos para clasificar mandarines, aunque el acceso y los rangos del mismo eran diferentes al original.

## Antecedentes históricos

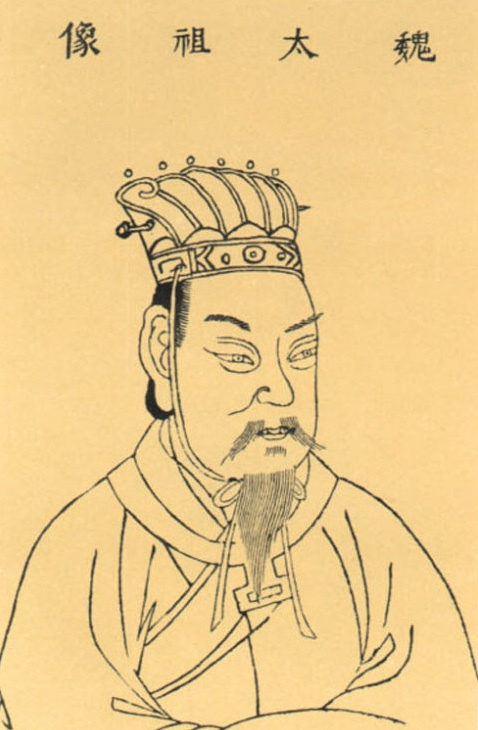
Cao Cao, ministro principal del reino de Wei.

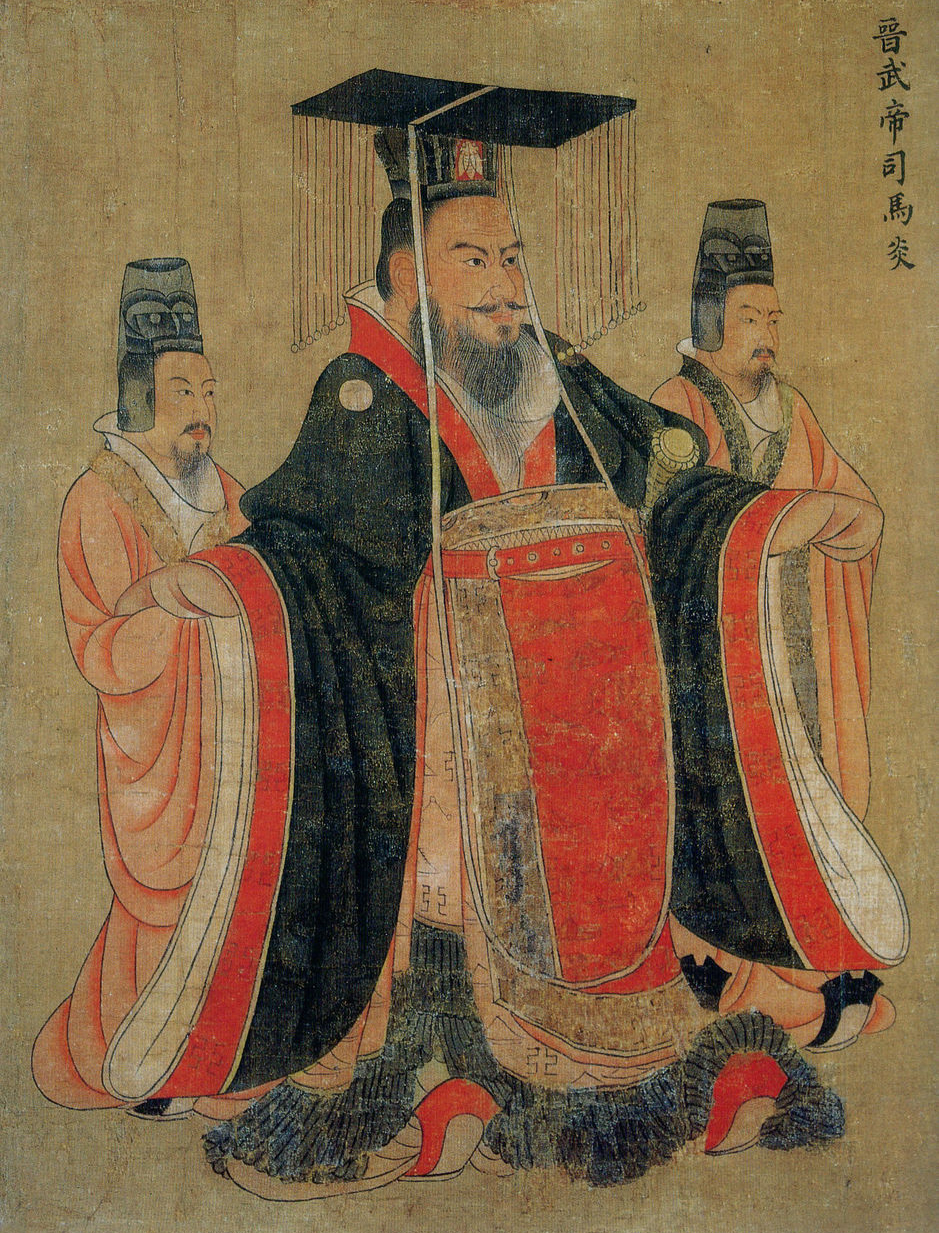
Sima Yan, emperador Wu de Jin (r. 266-290), formalizó el sistema de nueve rangos.

El sistema de nueve rangos fue una reorganización de la práctica de la dinastía Han de recomendar a personajes notables para cargos administrativos y políticos. En el año 134 a. C., durante el reinado del emperador Wu de Han, el gobierno imperial introdujo un sistema de selección de personal que requería que los magnates locales, funcionarios locales y aristócratas identificaran a personas de talento (de acuerdo con los principios confucianos) para todo cargo administrativo y político, nominándolos bajo los títulos de Xiaolian (孝廉, Filial e Incorrupto) o Maocai (茂才, de Talento Sobresaliente). De facto, esto suponía que todos los cargos cortesanos recaían en clientes de aristócratas y aristócratas.
El sistema de nueve rangos se creó tras el fin de los Han. El Registros de los Tres Reinos fecha la creación del sistema en el 220 d. C. cuando Chen Qun, un funcionario de la corte del estado de Cao Wei, lo propuso como forma de organizar la burocracia estatal. Se denominó "sistema de los nueve rangos para reclutar hombres para cargos" (Jiǔ pǐn guān rén fǎ; 九品官人法). Durante la dinastía Song, se convirtió en el "sistema de nueve rangos y jueces imparciales." Aunque sea probablemente una falsificación histórica, según el Libro de Jin y el Libro de Song, el sistema fue establecido por Cao Cao, quien lo promovió activamente argumentando —contrariamente a los principios éticos confucianos imperantes— que un funcionario válido también podría ser irrespetuoso con los principios de humanidad y piedad filial (不仁 不孝; bùrén bùxiào), siempre que pudiera demostrar "grandes y variados talentos "(高才 异质; gāocái yìzhì), según el principio "sólo los capaces deben ser exaltados" (唯 才是 举; wéi cái shì jǔ).
La reforma de Chen Qun era una forma de sistematizar la selección de candidatos a cargos políticos de dos maneras: creando una escala común de nueve rangos para evaluar a una persona, y nombrando interventores (中正) en la corte para calificar a los funcionarios según la escala. En la práctica, no sólo se calificaba a los posibles candidatos, sino también a los funcionarios existentes, creando dos sistemas paralelos: un "grado de candidatura" (资品) y un "grado de servicio" (官品). El sistema se basaba ostensiblemente en unos pocos criterios: probidad moral, capacidad administrativa y las contribuciones de la persona o su familia al recién creado estado de Cao Wei. En la práctica, la ascendencia desempeñaba un papel importante; el grado de servicio del padre de un candidato influía en su grado de candidatura.
En un principio, el sistema de nueve rangos pretendía centralizar en la corte imperial de Luoyang el poder de nominar y seleccionar a los candidatos para los distintos cargos, pero se mantuvo el conflicto entre el derecho de evaluación entre los interventores nombrados a nivel central y los gobernadores de las regiones. No obstante, la continua inestabilidad y agitación del período de los Tres Reinos hizo que el sistema de los nueve rangos no se aplicara de forma completa o exclusiva; las menciones al antiguo sistema de nombramientos como base para la identificación de funcionarios siguen siendo frecuentes en los primeros escritos de Cao Wei.
El sistema de nueve rangos se expandió en los últimos años del régimen de Cao Wei, bajo la regencia del clan Sima, y en los primeros años de la dinastía Jin (266-420), durante los cuales había cambiado de naturaleza. Bajo Sima Yan, el poder de los interventores se amplió para incluir no sólo la evaluación, sino también el nombramiento de funcionarios, y con la conquista de Wu por Jin y la paz subsiguiente, el sistema también se sistematizó y formalizó. Durante este período, el sistema de nueve rangos también se alineó más estrechamente con los intereses de los poderosos clanes terratenientes y aristócratas que habían llegado a dominar la política imperial desde el periodo Cao Wei. Estos clanes pasaron a dominar la selección de los interventores imperiales, cuyos poderes fueron expandidos, para de este modo utilizarlos para promover los intereses de sus propios vástagos y clientes. La degeneración del propósito meritocrático inicial del sistema de nueve rangos en la protección de los privilegios feudales resultó en el dicho: 上品 无 寒门, 下品 无势族, shàngpǐn wú hánmén, xiàpǐn wú shìzú ("en los rangos superiores no hay pobres, en los rangos inferiores no hay poderosos").
Aunque el sistema de los nueve rangos ayudó a los clanes a dominar los puestos oficiales de la corte, también contribuyó a estimular la educación privada dentro de las familias como medio de transmisión de conocimientos que podían aumentar la posición social de una persona elegible para ser evaluada. Un ejemplo de esta transmisión intrafamiliar de habilidades es el calígrafo Wang Xizhi, del clan Wang de Langya, prominente durante los Jin Orientales, cuyos hijos, Wang Ningzhi, Wang Huizhi y Wang Xianzhi, fueron famosos calígrafos por derecho propio. El énfasis que el sistema de nueve rangos ponía en atributos morales como la piedad filial también condujo al crecimiento de las "instrucciones familiares" (家训), cuyo objetivo era transmitir enseñanzas morales a los niños, como género de escritura en las dinastías Jin y posteriores.
La dinastía Wei del Norte añadió rangos superiores e inferiores adicionales a los rangos estándar, y añadiendo rangos secundarios, dotando al sistema de nueve rangos un total de 30 rangos (6 en los 3 primeros rangos; 24 entre los rangos 4 a 9).
El sistema de nueve rangos fue abandonado por el emperador Yangdi de la dinastía Sui. Su principal motivación era política, al desear diluir la influencia de los clanes y aristócratas chinos sobre el estado y reafirmar así su propio poder. Para ello, introdujo el sistema de exámenes imperiales, que imperaría entre el año 605 d. C. y 1905, destinado a evaluar candidates de forma meritocrática; igualmente, insistió en hacer nombramientos solo entre los opositores que hubieran superado los exámenes. Los burócratas de nuevo cuño seguirían no obstante siendo clasificados con base en los nueve rangos de Cao Wei (con rangos principales y secundarios). Con la dinastía Song, los nueve rangos volvieron a la norma original de 18 rangos, y cada rango contenía sólo dos clases.

## Estructura y función
Los nueve rangos (品; pǐn) se dividían en niveles superior, medio e inferior, cada uno de ellos compuesto por tres rangos, formando nueve en total. Cada rango se clasificaba a su vez en ordinario (正; zhèng) y secundario (從; cóng), de modo que el sistema completo contenía 18 rangos.
Los rangos se expresaban así:
正一品 (Zheng yi pin; Clase Ordinaria, Rango 1),
從一品 (Cong yi pin; Clase Secundaria, Rango 1),
正四品上 (Zheng si pin shang; Clase Ordinaria, Rango 4, Grado superior),
從四品下 (Cong si pin xia; clase secundaria, Rango 4, grado inferior).
Las principales vías de acceso a los nueve rangos eran el apadrinamiento, la recomendación (zheng pi; 征辟) y el examen (cha ju; 察舉). Los reclutadores locales (Zhongzheng; 中正) hacían recomendaciones basadas en el estatus social, la moral y la habilidad de los candidatos, de los cuales el estatus social pronto se convirtió en el criterio más importante. Durante las dinastías Sui y Tang, las recomendaciones fueron eliminadas progresivamente del proceso de reclutamiento a favor de los resultados en los exámenes imperiales, aunque el patrocinio siguió desempeñando un papel importante para llegar a los exámenes de la capital (que daban acceso a los tres rangos superiores) hasta la era Song. En ese momento, los candidatos pudieron presentarse a los exámenes de forma independiente, y el personal burocrático reclutado directamente a través del sistema imperial de exámenes se convirtió en la norma.
Aparte de los títulos oficiales de rango, los funcionarios también recibían títulos de prestigio (散官), que normalmente se basaban en la antigüedad.
Los nueve rangos (品; pǐn) en orden de importancia iban desde el noveno (九品; jiǔpǐn), por ejemplo los magistrados del condado, hasta el primero (一 品; yīpǐn), reservado para los mandarines de la corte. Durante la dinastía Wei del Norte, los grados de Zheng y Cong se dividieron en "superior" (上; shàng), "intermedio" (中; zhōng) e "inferior" (下; xià). Para hacer el sistema aún más complejo, incluso "superior", "intermedio" e "inferior" se dividieron en "superior" (zhōngxià ), "superior superior" (上 上; shàngshàng), etc. 

## Selección
La selección de los funcionarios se realizó a través de las figuras antes mencionadas de los interventores Zhongzhengguan (中正 官; "funcionarios rectos y honestos"), quienes fueron subdivididos en rangos superiores (大; da) para los funcionarios encargados de juzgar a los candidatos de todo un prefectura (州; zhōu), y rango inferior (小; xiǎo) para aquellos que trataban con cantones individuales (郡; jùn). Inicialmente, estos jueces eran nombrados por los gobernadores, pero bajo los emperadores Jin se requería la ratificación del ministro de educación (司徒; sītú). Por lo general, el Zhongzhengguan también ocuparon otros puestos a nivel del gobierno central para garantizar que los procedimientos de selección permanecieran centralizados.
La selección se realizaba con base a tres parámetros:
1. Origen familiar (家世; jiāshì), evaluado sobre la base de las calificaciones de los antepasados de la rama paterna y sus títulos nobiliarios (爵位; juéwèi). Toda esta información se mantuvo en el "registro de generaciones" (簿 世; bùshì) o en el "registro familiar" (簿 阀; bùfá).
2. Historia personal (行 状; xíngzhuàng), esencialmente un juicio sobre la moralidad y el talento del candidato. Las sentencias emitidas fueron breves y sentenciosas, por ejemplo: "virtudes excelentes, habilidades pobres" (德 优 能 少; dé yōu néng shǎo).
3. Asignación de rango (定 品; dìng pǐn), originalmente una síntesis de origen familiar e historia personal para garantizar un principio de meritocracia, pero ya bajo el origen de la familia Jin ocupaba una posición preponderante, haciendo que los rangos fueran casi hereditarios.